# اوسوالدو مارتینز
اوسوالد مارتینز (اسپانیایی: Osvaldo Martínez‎؛ زادهٔ ۸ آوریل ۱۹۸۶) بازیکن فوتبال اهل پاراگوئه است.
از باشگاه‌هایی که در آن بازی کرده‌است می‌توان به باشگاه فوتبال مونتری، باشگاه فوتبال آمریکا، باشگاه فوتبال پوئبلا، باشگاه فوتبال لیبرتاد، باشگاه فوتبال سانتوس لاگونا، باشگاه فوتبال کرتارو، باشگاه فوتبال آتلانتی، باشگاه فوتبال اطلس، و باشگاه فوتبال سول ده آمریکا اشاره کرد.
وی همچنین در تیم ملی فوتبال پاراگوئه بازی کرده‌است.